# パーヴェル・ナヒーモフ

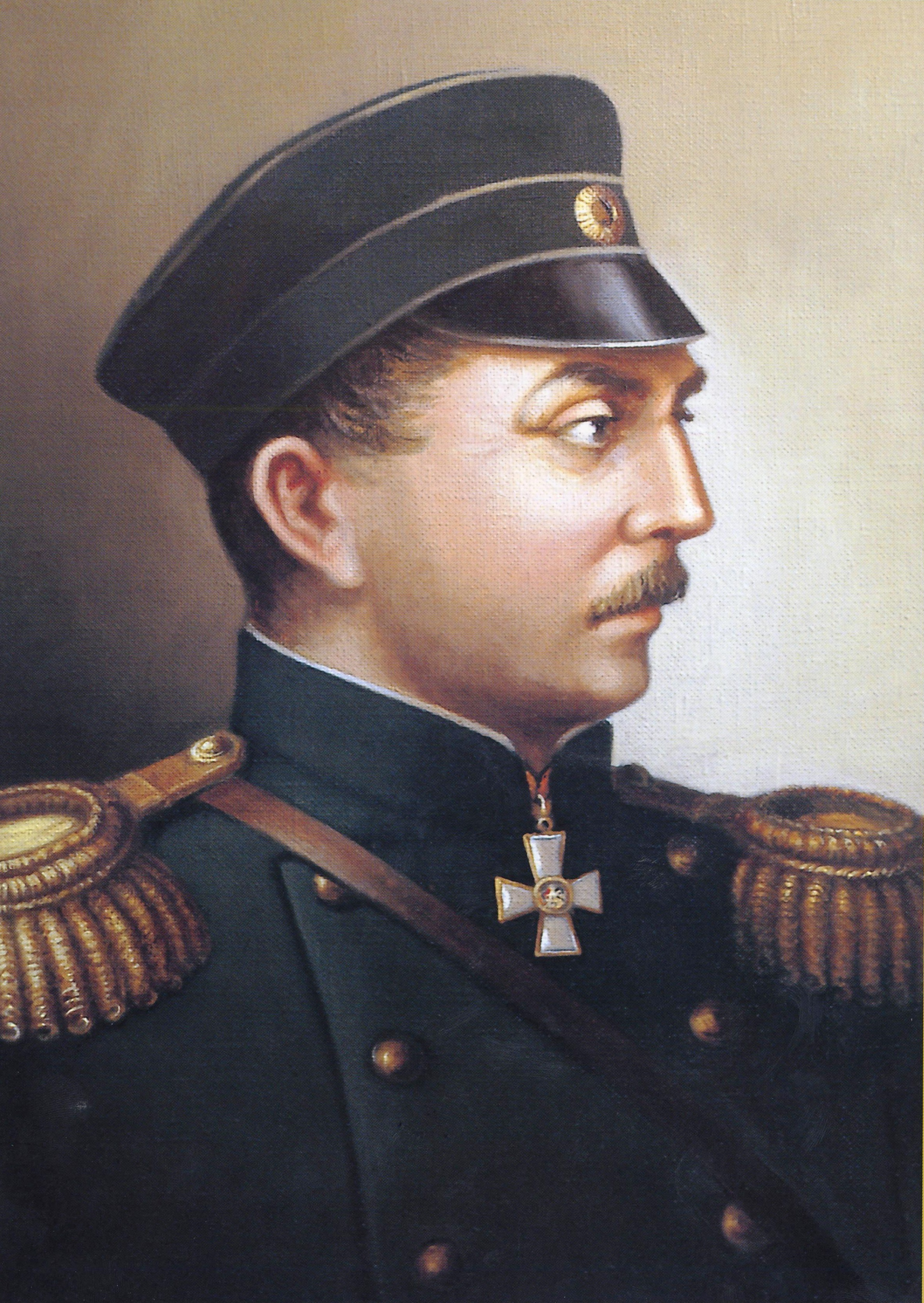
パーヴェル・ナヒーモフ

パーヴェル・ステパーノヴィチ・ナヒーモフ（ロシア語: Павел Степанович Нахимов パーヴィル・スチパーナヴィチュ・ナヒーマフ、1802年7月5日 - 1855年7月12日）は、ロシア海軍の提督である。

## 経歴
- 1802年 7月5日（6月23日）、スモレンスク県ヴャゼムスキー郡ゴロドク村（現在のスモレンスク州アンドレーエフスキイ地区ナヒーモフスコエ村）に軍人の子として生まれる。
- 1818年、サンクトペテルブルクの海軍幼年学校卒業後、バルト艦隊に勤務した。
- 1822年～1825年、フリゲート「クレーイセル」の世界一周航海に参加。
- 1827年、ギリシャ独立戦争中に発生したナヴァリノの海戦に戦列艦「アゾフ」の乗員として参加する。後に、コルベット「ナヴァリン」を指揮し、ダーダネルス海峡の封鎖に参加した。
- 1829年、クロンシュタット帰還後、フリゲート「パルラーダ」を指揮。
- 1834年、黒海艦隊に戻り、戦列艦「シリストリヤ」艦長となった。
- 1845年、旅団長就任。
- 1852年、師団長就任。
- 1854年 黒海艦隊司令長官に就任。
- 1853年12月1日、クリミア戦争中、シノープの海戦でトルコ艦隊を殲滅した。
- 1855年 2月から、セヴァストーポリ要塞の防衛を指揮し、7月12日、頭に銃弾を受け戦死。

## 顕彰
- 1944年、名前を冠したナヒーモフ勲章（英語版）（一等、二等）とナヒーモフ・メダルが制定された（ロシア連邦でも維持）。
- 1959年、セヴァストーポリ市にナヒーモフの記念碑建設。
- ソ連、ロシア連邦の海軍幼年学校は、ナヒーモフ海軍学校（Нахимовское военно-морское училище）と称される。
- 名前を冠した軍艦（アドミラル・ナヒーモフ）が複数ある。
- 小惑星番号第5667のナヒモスカヤはパーヴェル・ナヒーモフに因んで命名された。